# Солосучьяпа
Солосучьяпа (исп. Solosuchiapa) — посёлок в Мексике, штат Чьяпас, входит в состав одноимённого муниципалитета и является его административным центром. Численность населения, по данным переписи 2020 года, составила 2243 человека.

## Общие сведения
Название Solosuchiapa с языка науатль можно перевести как — новая река под холмом с пальмами.
Поселение было основано в доиспанский период народом соке, который контролировали ацтеки.
В 1524 году регион был завоёван войсками конкистадора Луиса Марины.
В 1778 году в поселении проживало 70 жителей.
В 1910 году входил в состав департамента Пичукалько.
В 1944 году стал административным центром собственного муниципалитета.
В 1999—2001 годы была проведена реконструкция центрального парка.